# Paraliparis macrocephalus
Paraliparis macrocephalus és una espècie de peix pertanyent a la família dels lipàrids.

## Descripció
- Fa 10,4 cm de llargària màxima.
- Nombre de vèrtebres: 56.[5]

## Hàbitat
És un peix marí i batidemersal que viu entre 1.181 i 1.191 m de fondària.

## Distribució geogràfica
Es troba al mar de Ross.

## Observacions
És inofensiu per als humans.